# 28e division d'infanterie légère
La 28e division d’infanterie légère (en allemand : 28. Leichte Infanterie-Division) est une des divisions d'infanterie de l'armée allemande (Wehrmacht) durant la Seconde Guerre mondiale.

## Création et différentes dénominations
La 28. Leichte Infanterie-Division est formée le 1er décembre 1941 par la réorganisation et la redésignation de la 28. Infanterie-Division. Elle est renommée 28. Jäger-Division le 1er juillet 1942.

## Organisation

### Commandants
| Date                                 | Grade                  | Commandant       |
| ------------------------------------ | ---------------------- | ---------------- |
| 1er décembre 1941 - 1er juillet 1942 | General der Artillerie | Johann Sinnhuber |

### Officiers d'opérations (Ia)
| Date                                 | Grade          | Commandant     |
| ------------------------------------ | -------------- | -------------- |
| 1er décembre 1941 - 1er juillet 1942 | Oberstleutnant | Kurt Gundelach |

## Théâtres d'opérations
- Front de l'Est, secteur Centre : Octobre 1941 - Novembre 1941
- France : Novembre 1941 - Février 1942
- Front de l'Est, secteur Sud : Février 1942 - Octobre 1942
- Front de l'Est, secteur Nord : Octobre 1942 - Mai 1943

## Ordre de bataille
1941-1942
- Infanterie-Regiment 49
- Infanterie-Regiment 83
- Radfahr-Abteilung 28
- Artillerie-Regiment 28
  - I. Abteilung
  - II. Abteilung
  - III. Abteilung
  - I./Artillerie-Regiment 64
- Pionier-Bataillon 28
- Panzerjäger-Abteilung 28
- Nachrichten-Abteilung 28
- Feldersatz-Bataillon 28
- Versorgungseinheiten 28